# Kopalnia Soli w Bochni

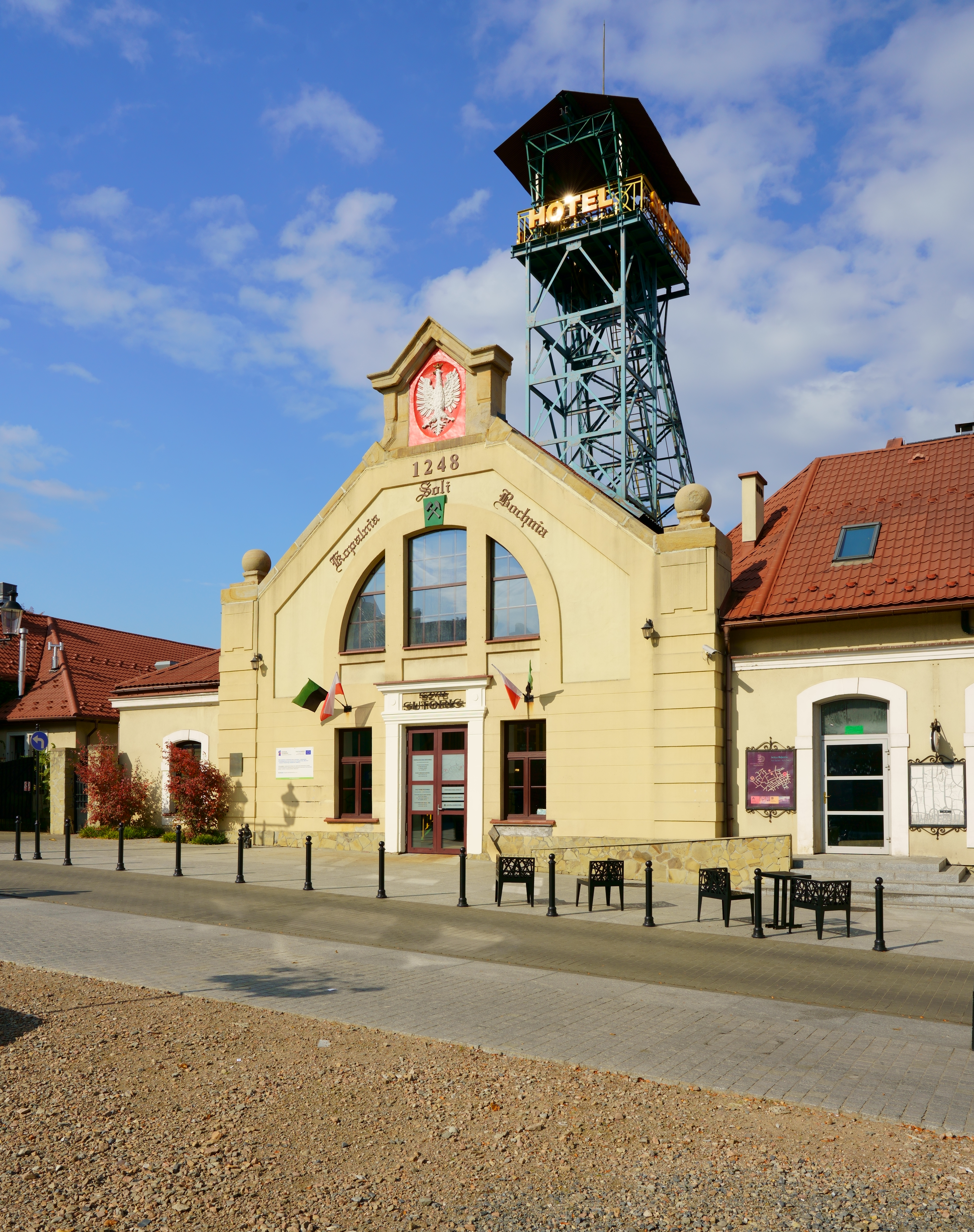
Salzbergwerk Bochnia, Förderturm

Das Salzbergwerk Bochnia (polnisch kopalnia soli w Bochni) in der südpolnischen Stadt Bochnia (deutsch Salzberg) ist eines der ältesten Salzbergwerke der Welt. Seit 2013 bildet es mit dem 25 km entfernten Salzgrafenschloss und dem Salzbergwerk in Wieliczka das UNESCO-Weltkulturerbe Königliche Salzbergwerke Wieliczka und Bochnia. Beide Bergwerke veranschaulichen die Entwicklung der Bergbautechniken in Europa vom 13. bis zum 20. Jahrhundert. Von 1248 bis zur Schließung in den 1990ern wurde in Bochnia Salz gewonnen.

## Geologie
Siehe → Geologie des UNESCO-Welterbes Königliche Salzbergwerke Wieliczka und Bochnia

## Geschichte

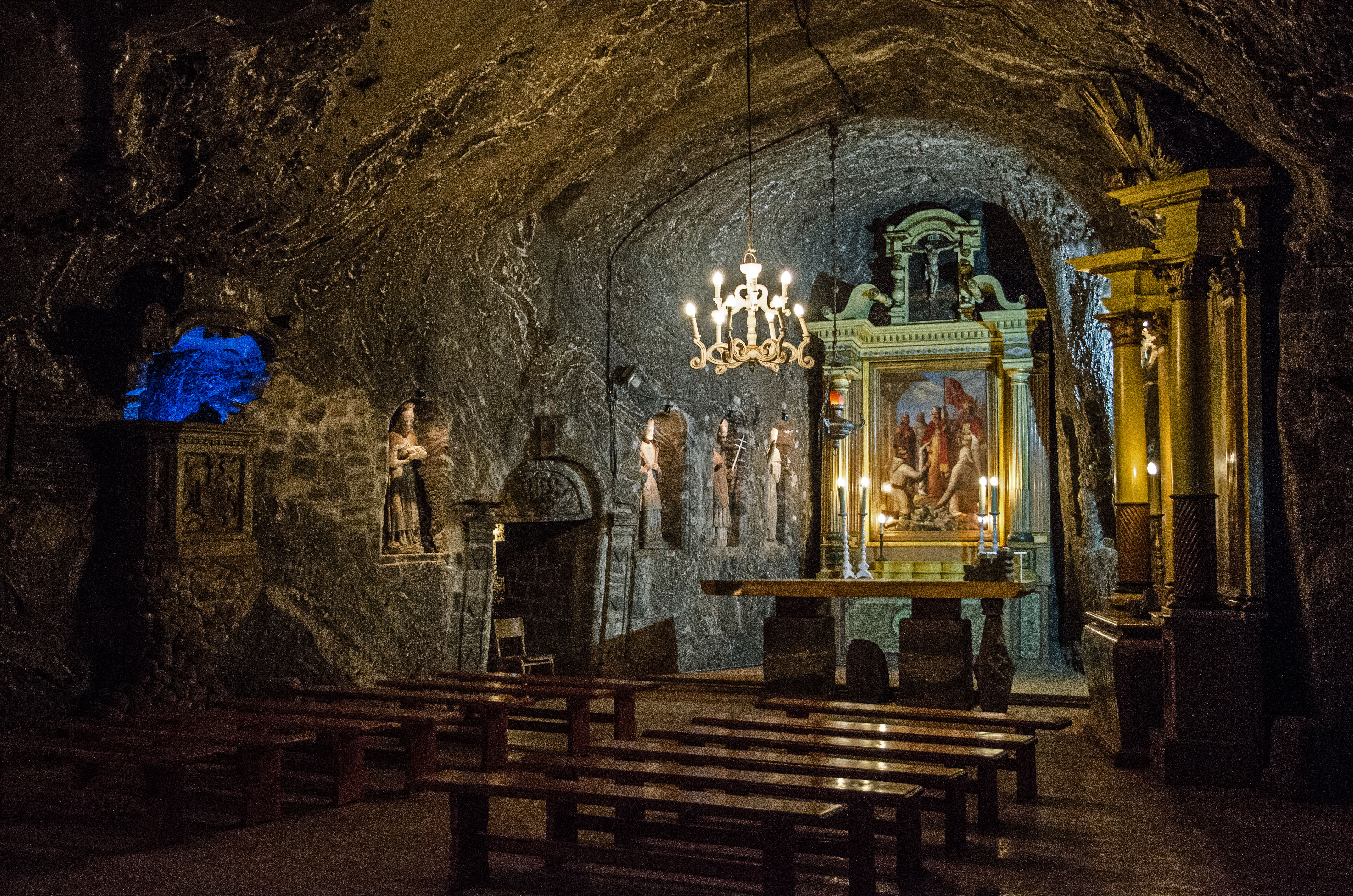
Kingakapelle

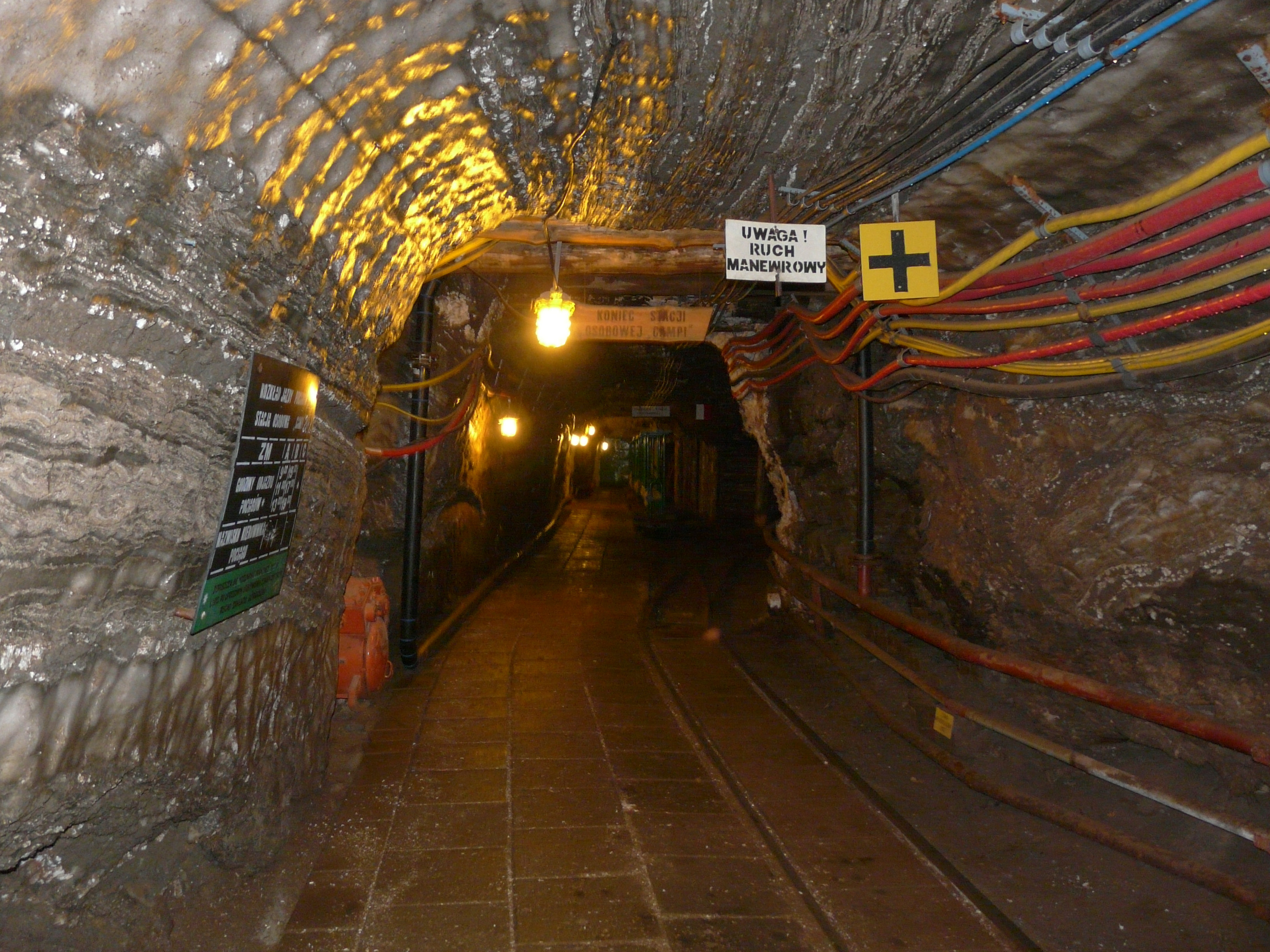
Im Bergwerk

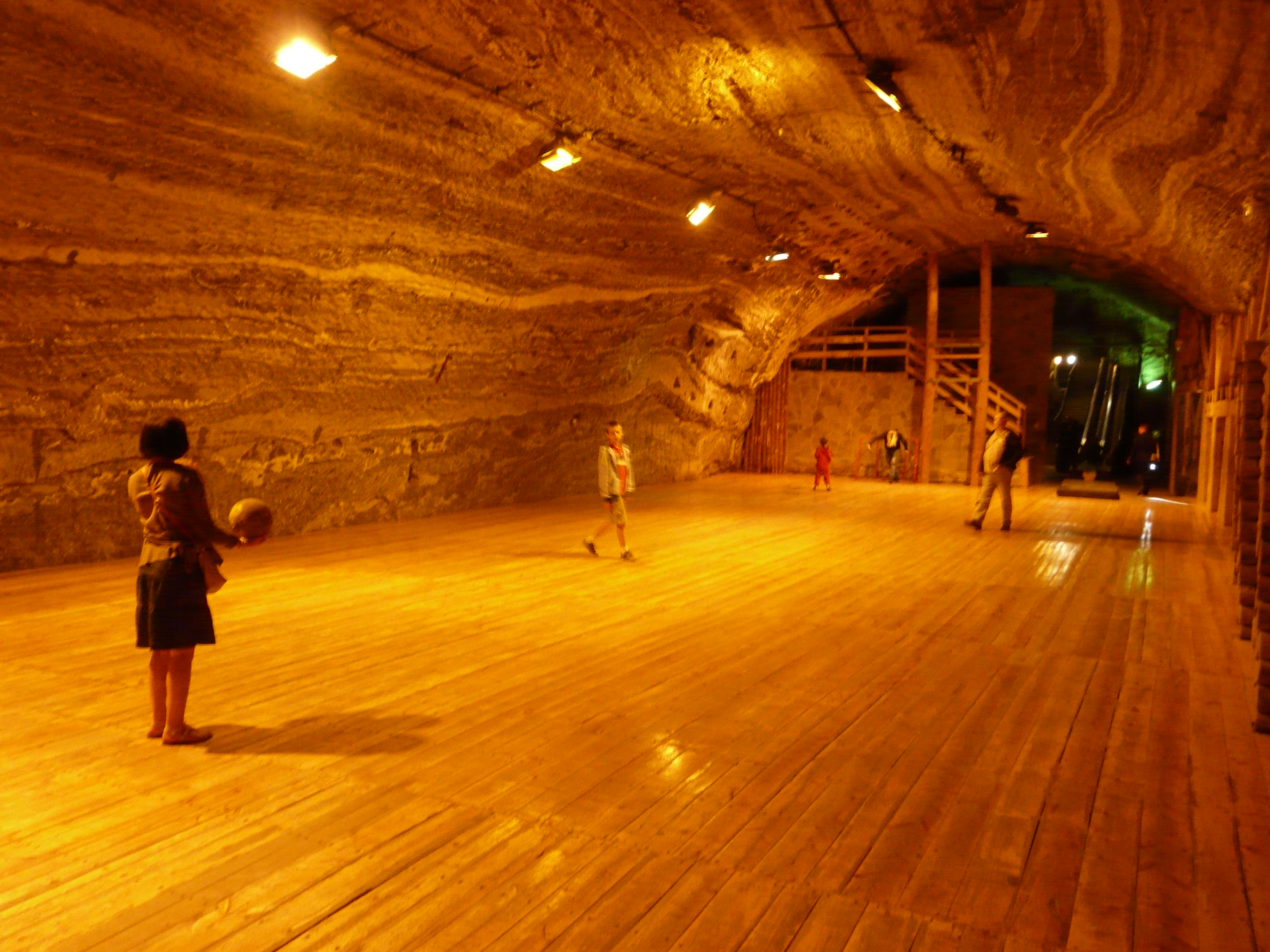
Teilansicht der Ważyn-Kammer

Vom 14. Jahrhundert bis 1772 waren die Salzbergwerke Wieliczka und Bochnia als Żupy krakowskie, die  Königlich Krakauer Salinen, vereinigt und das größte Bergbauunternehmen in Polen.
Am 22. April 1368 erließ Kasimir der Große eine Bergordnung, die die Salzproduktion und den Salzhandel regelte. Die Verwaltung der Salinen oblag einem Żupnik, der seinen Sitz im Schloss Wieliczka (Zamek Żupny) hatte. Aus den Einnahmen des Salzhandels, der während seiner Blüte vom 14. bis ins 16. Jahrhundert ein Drittel der Staatseinnahmen erwirtschaftete, wurden unter anderem die Kosten für den Bau der königlichen Burg Wawel, der Universität und der Stadtbefestigungsanlagen in Krakau sowie der Heeressold bestritten.
Von 1515 bis 1523 war Hans Boner Żupnik, der auch das Finanzwesen in Polen reformierte. Die Blütezeit erlebte das Unternehmen im 16. Jahrhundert bis in die Mitte des 17. Jahrhunderts. Damals waren im Bergwerk 2000 Bergmänner beschäftigt und die Produktion überschritt 30000 Tonnen Salz. Das Salz wurde an der Weichsel auf Schiffe verladen, aber auch nach Ruthenien und Ungarn geliefert.
Die August-Sohle als wichtigste Verbindungs- und Transportstrecke des Bergwerkes wurde in den Jahren 1723–1743 nach einem Entwurf von Johann Gottfried Borlach gebaut. In den nächsten Jahrzehnten wurde sie auf fast 3 km verlängert. Borlach war zur Zeit Augusts des Starken kurfürstlich-sächsischer Bergrat. Seine große Leistung war es, die Begradigung und Nivellierung des Bergwerkes sicherzustellen.
1747 wurde eine Kapelle angelegt, bis 1782 hieß diese Nowa Kaplica Świętych Aniołów Stróżów (Neue Kapelle des Heiligen Schutzengels), heute ist sie als Kingakapelle der Heiligen Kunigunde gewidmet. Mit der ersten polnischen Teilung (1772) fiel die Krakauer Saline an das Haus Österreich und die Bergwerke Wieliczka und Bochnia wurden getrennt. Das zu dieser Zeit stagnierende Salzbergwerk erfuhr ab 1785 unter der fast vierzigjährigen Leitung durch Dionys Stanetti eine grundlegende Modernisierung.

## 20. Jahrhundert
Nach 1918 wurde das Bergwerk Staatsbesitz der Republik Polen, die sich 1932 das staatliche Monopol auf Salz vorbehielt. Von 1968 bis 1988 wurde das Salz durch Aussolung mit Wasser gewonnen. In Łężkowice wurden 16,5 Millionen m³ Salzlösung abgepumpt, aus der in Bochnia 5 Millionen Tonnen Salz gewonnen wurde. Die anschließende Verfüllung und Rekultivierung nahm weitere 20 Jahre in Anspruch.

### UNESCO-Welterbe
Im September 2000 wurde das Salzbergwerk Denkmal der Geschichte der polnischen Nation. 2013 erweiterte die UNESCO das Welterbe von Wieliczka um das Salzbergwerk in Bochnia.

## Anlage und Nutzung
Die ältesten Schächte sind Sutoris und Gazaris, bis zum 16. Jahrhundert entstanden die Schächte Regis, Bochneris und Campi. Sie führen über 16 Sohlen in eine Tiefe von 330 bis 468 Metern.
Die Ważyn-Kammer liegt in einer Tiefe von 248 Metern, sie ist 255 Meter lang und wurde bis 1984 auf 14,4 Meter Breite und 7,2 Meter Höhe erweitert. Damals wurde sie als Heilstollen zur Behandlung von Atemwegserkrankungen genutzt. Heute dient sie dem Tourismus und bietet 252 Übernachtungsplätze, Gastronomie, Disko, Sport- und Spielplatz, sowie Konferenzsäle. Eine Touristenroute führt durch das Bergwerk.